# Heliosynchrone baan
Een heliosynchrone baan of zonsynchrone baan is een type omloopbaan waarbij een satelliet zo is afgesteld dat de hoek tussen het vlak van de baan en de zonnestralen constant blijft.
Dit betekent dat de satelliet altijd in dezelfde lichtomstandigheden draait, wat essentieel is voor het maken van beelden die met elkaar moeten worden vergeleken. De satelliet is vaak uitgerust met passieve sensoren die afhankelijk zijn van zonlicht en daarom moet de omloopbaan afgestemd zijn op het ritme van de afwisseling tussen dag en nacht. De opnamen moeten namelijk op hetzelfde plaatselijke tijdstip worden gemaakt, zodat de zon zich op hetzelfde hoogte boven de horizon bevindt bij elke opname.
De satelliet draait in zijn omloopbaan, terwijl de aarde eronder om zijn as draait. Na elke omwenteling van de satelliet wordt een nieuwe strook van het aardoppervlak vastgelegd. Na een aantal omwentelingen is de gehele aarde in beeld gebracht. Satellieten die brede stroken scannen, kunnen de aarde in enkele omwentelingen vastleggen, terwijl satellieten met een hogere resolutie, die smalle stroken afnemen, er enkele dagen over doen om het volledige oppervlak in kaart te brengen.